# Antonov An-26
An-26 (NATO-kodenavn Curl) er et 2-motors turboprop russisk/ukrainsk transportfly bygget af Antonov til militære formål. Flyet er en videreudvikling af Antov An-24. Flyet havde sin jomfruflyvning i 1967 og blev serieproduceret i perioden 1969-1983. Flytypen er fortsat i drift.
Flytypen benyttes primært af de russiske luftbårne styrker, men benyttes herudover af bl.a. luftvåbnene i bl.a. Ukraine, Litauen, Vietnam samt en række afrikanske lande. 
Flyet anvendes også i en civil version. 

## Tekniske data
| Betegnelse     | Specifikation       |
| -------------- | ------------------- |
| Byggeår        | 1963-1983           |
| Vingefang      | 29,20 m             |
| Længde         | 23,80 m             |
| Højde          | 8,32 m              |
| Nyttelast      | 5.500 kg - 6.300 kg |
| Startvægt      | Max 24.000 kg       |
| Marchhastighed | 440 km/t            |
| Flyvehøjde     | 8.400 m             |
| Rækkevidde     | 1.100 km - 2.350    |

- Wikimedia Commons har flere filer relateret til Antonov An-26

| Luftfart | Spire Denne artikel om flyvning er en spire som bør udbygges. Du er velkommen til at hjælpe Wikipedia ved at udvide den. |